# Örnträsket (Lycksele socken, Lappland)
Örnträsket är en sjö i Lycksele kommun i Lappland och ingår i Umeälvens huvudavrinningsområde. Sjön har en area på 0,763 kvadratkilometer och ligger 328,1 meter över havet.

## Delavrinningsområde
Örnträsket ingår i det delavrinningsområde (718302-160732) som SMHI kallar för Mynnar i Rusträsket. Medelhöjden är 365 meter över havet och ytan är 44,6 kvadratkilometer. Det finns inga avrinningsområden uppströms utan avrinningsområdet är högsta punkten. Buviksbäcken som avvattnar avrinningsområdet har biflödesordning 3, vilket innebär att vattnet flödar genom totalt 3 vattendrag innan det når havet efter 188 kilometer. Avrinningsområdet består mestadels av skog (88 procent). Avrinningsområdet har 1,32 kvadratkilometer vattenytor vilket ger det en sjöprocent på 3 procent.